# Fanny Leander Bornedal
Fanny Leander Bornedal (født 24. juli 2000) er en dansk skuespiller.
Fanny Leander Bornedal spillede Clara i Kærlighed på film (2007), spillede med i DRs Julekalender 2016 Den anden verden, Viola i Fri os fra det onde (2009) og den unge Inge i DR's tv-serie 1864 (2014). I 2020 spillede hun Amelia i den danske serie Equinox, som er en overnaturlig thriller Netflix-serie lavet af Tea Lindeburg, baseret på den danske podcast Equinox 1985.
I 2019 blev Bornedal nomineret til en Robert for årets kvindelige birolle for rolle som Nete i Journal 64.
Fanny Leander Bornedal er datter af filminstruktøren Ole Bornedal og koreograf Vicky Leander.

## Filmografi

### Film
| År   | Titel                              | Rolle  | Noter                                             |
| ---- | ---------------------------------- | ------ | ------------------------------------------------- |
| 2007 | Kærlighed på film                  | Clara  |                                                   |
| 2009 | Fri os fra det onde                | Viola  |                                                   |
| 2018 | Journal 64                         | Nete   | Nomineret til Robert for årets kvindelige birolle |
| 2018 | Den tid på året                    | Maria  |                                                   |
| 2021 | Skyggen i mit øje                  | Teresa |                                                   |
| 2023 | Nattevagten II - Dæmoner går i arv | Emma   |                                                   |

### Tv-serier
| År   | Titel            | Rolle             | Noter        |
| ---- | ---------------- | ----------------- | ------------ |
| 2014 | 1864             | Inge (ung)        |              |
| 2016 | Den anden verden | Anna              | Julekalender |
| 2018 | Broen IIII       | Julia             |              |
| 2020 | Equinox          | Amelia            |              |
| 2021 | Forhøret         | Sapphire          |              |
| 2022 | Carmen Curlers   | Kathrine Windfeld |              |